# Super Liga 2022-2023 (Moldavia)
La Super Liga 2022-2023 è stata la 32ª edizione della massima serie del campionato moldavo. La stagione è iniziata il 30 luglio 2022 e si è conclusa il 20 maggio 2023.
Lo Sheriff Tiraspol, squadra campione in carica, si è riconfermata conquistando il titolo per la ventunesima volta nella sua storia, l'ottava consecutiva.

## Stagione

### Novità
Al termine della Divizia Națională 2021-2022 il Florești è stato escluso in seguito a una condanna per partite truccate ed è ripartito dalla Divizia A. Dalla Divizia A 2021-2022 è stato promosso il Dacia Buiucani. La Dinamo-Auto è stata penalizzata di 6 punti in seguito a una sanzione per partite truccate.

### Formato
Le otto squadre si affrontano per un totale di ventiquattro giornate. Nella prima fase, le otto squadre giocano quattordici giornate, in formato andata e ritorno.  Dopo le quattordici giornate, le prime sei squadre classificate accedono alla seconda fase del campionato, la fase finale. Le ultime due squadre classificate si uniscono alle prime due classificate dei due gironi della Liga 1 e lottano per un posto in Super Liga per la prossima stagione. Nella seconda fase si disputano dieci giornate di andata e ritorno.  Il numero di partite giocate in casa e in trasferta per ciascuna delle squadre dipende dal posto occupato in classifica dopo la prima fase della competizione. Le squadre classificate al primo e al secondo posto giocano la maggior parte delle partite sul proprio campo. Tutte le squadre iniziano la seconda fase della competizione con zero punti. Dopo le dieci giornate della seconda fase, vengono stabiliti il club Campione di Moldavia e i club che parteciperanno alle coppe europee (UEFA Europa Conference League).

## Squadre partecipanti
| Club              | Stagione attuale | Città    | Stadio                   | Stagione precedente           |
| ----------------- | ---------------- | -------- | ------------------------ | ----------------------------- |
| Bălți             |                  | Bălți    | Municipale               | 5º posto in Divizia Națională |
| Dacia Buiucani    |                  | Chișinău | Satesc (Suruceni)        | 3º posto in Divizia A         |
| Dinamo-Auto       |                  | Tiraspol | Dinamo-Auto              | 6º posto in Divizia Națională |
| Milsami Orhei     |                  | Orhei    | CSR Orhei                | 3º posto in Divizia Națională |
| Petrocub Hîncești |                  | Hîncești | Orășenesc                | 2º posto in Divizia Națională |
| Sfîntul Gheorghe  |                  | Suruceni | Zimbru-2 (Chișinău)      | 4º posto in Divizia Națională |
| Sheriff Tiraspol  | dettagli         | Tiraspol | Malaja Sportivnaja Arena | Campione di Moldavia          |
| Zimbru Chișinău   |                  | Chișinău | Zimbru                   | 7º posto in Divizia Națională |

## Allenatori e primatisti
| Squadra           | Allenatore                                                                | Giocatore più presente (tra parentesi il numero delle presenze) | Capocannoniere (tra parentesi il numero dei gol segnati) |
| ----------------- | ------------------------------------------------------------------------- | --------------------------------------------------------------- | -------------------------------------------------------- |
| Bălți             | Serghei Cebotari (1ª-10ª) Veaceslav Rusnac (11ª-14ª) e (1ª-10ª)           | Zotsara Randriambololona (24)                                   | Serafim Cojocari (3)                                     |
| Dacia Buiucani    | Andrei Martin                                                             | Vasile Bitlan, Nicu Namolovan (14)                              | Vasile Bitlan (3)                                        |
| Dinamo-Auto       | Oleg Bejenar (1ª-2ª) Anatol Teslev (3ª-6ª) Novruz Azimov (7ª-14ª)         | Rody Junior Effaghe, Federico Nguema (14)                       | Rody Junior Effaghe (3)                                  |
| Milsami Orhei     | Serghei Dubrovin                                                          | Alexandru Antoniuc, Igor Bondarenco (23)                        | Radu Gînsari (6)                                         |
| Petrocub Hîncești | Ivan Tabanov                                                              | Ion Jardan, Ioan-Călin Revenco (23)                             | Marius Iosipoi (7)                                       |
| Sfîntul Gheorghe  | Nicolae Mandrîcenco                                                       | Calin Calaidjoglu (23)                                          | Jibril Ibrahim (5)                                       |
| Sheriff Tiraspol  | Stjepan Tomas (1ª-12ª) Victor Mikhailov (13ª-14ª) Roberto Bordin (1ª-10ª) | Mouhamed Diop (20)                                              | Rasheed Akanbi (8)                                       |
| Zimbru Chișinău   | Vlad Goian (1ª-5ª) Lilian Popescu (6ª-14ª) e (1ª-10ª)                     | Alexandru Dedov, Nikolaos Giannakopoulos (22)                   | Alexandru Dedov (8)                                      |

## Prima fase

### Classifica finale
|  | Pos. | Squadra           | Pt | G  | V  | N | P  | GF | GS | DR  |
|  | ---- | ----------------- | -- | -- | -- | - | -- | -- | -- | --- |
|  | 1.   | Sheriff Tiraspol  | 33 | 14 | 10 | 3 | 1  | 24 | 6  | +18 |
|  | 2.   | Petrocub Hîncești | 27 | 14 | 8  | 3 | 3  | 20 | 11 | +9  |
|  | 3.   | Zimbru Chișinău   | 19 | 14 | 4  | 7 | 3  | 17 | 17 | 0   |
|  | 4.   | Sfîntul Gheorghe  | 19 | 14 | 6  | 1 | 7  | 18 | 22 | -4  |
|  | 5.   | Milsami Orhei     | 17 | 14 | 4  | 5 | 5  | 12 | 14 | -2  |
|  | 6.   | Bălți             | 17 | 14 | 5  | 2 | 7  | 13 | 13 | 0   |
|  | 7.   | Dacia Buiucani    | 16 | 14 | 4  | 4 | 6  | 14 | 14 | 0   |
|  | 8.   | Dinamo-Auto (-6)  | 0  | 14 | 1  | 3 | 10 | 5  | 26 | -21 |

Legenda:
      Ammesse alla seconda fase
      Ammesse alla seconda fase della Liga 1 2022-2023
Note:
Tre punti a vittoria, uno a pareggio, zero a sconfitta.
La Dinamo-Auto ha scontato sei punti di penalizzazione per partite truccate.

### Risultati
|                   | Băl       | Dac  | Din  | Mil  | Pet  | Sfî  | She  | Zim  |
| ----------------- | --------- | ---- | ---- | ---- | ---- | ---- | ---- | ---- |
| Bălți             | ––––\| \| | 0-1  | 1-0  | 1-1  | 0-1  | 4-0  | 0-3  | 0-2  |
| Dacia Buiucani    | 0-0       | –––– | 5-0  | 0-2  | 0-0  | 2-0  | 0-2  | 0-0  |
| Dinamo-Auto       | 0-1       | 2-0  | –––– | 1-1  | 1-4  | 0-2  | 0-1  | 0-0  |
| Milsami Orhei     | 1-0       | 1-1  | 0-0  | –––– | 1-0  | 2-3  | 0-2  | 1-0  |
| Petrocub Hîncești | 1-0       | 1-0  | 4-0  | 2-1  | –––– | 0-2  | 1-0  | 2-2  |
| Sfîntul Gheorghe  | 1-2       | 1-0  | 3-0  | 1-0  | 1-2  | –––– | 1-3  | 0-1  |
| Sheriff Tiraspol  | 2-1       | 2-1  | 2-0  | 2-0  | 1-1  | 3-0  | –––– | 0-0  |
| Zimbru Chișinău   | 0-3       | 3-4  | 2-1  | 1-1  | 2-1  | 3-3  | 1-1  | –––– |

## Seconda fase

### Classifica finale
|  | Pos. | Squadra           | Pt | G  | V | N | P | GF | GS | DR  |
|  | ---- | ----------------- | -- | -- | - | - | - | -- | -- | --- |
|  | 1.   | Sheriff Tiraspol  | 24 | 10 | 7 | 3 | 0 | 15 | 3  | +12 |
|  | 2.   | Petrocub Hîncești | 21 | 10 | 6 | 3 | 1 | 16 | 6  | +10 |
|  | 3.   | Zimbru Chișinău   | 12 | 10 | 3 | 3 | 4 | 10 | 9  | +1  |
|  | 4.   | Milsami Orhei     | 11 | 10 | 3 | 2 | 5 | 10 | 16 | -6  |
|  | 5.   | Sfîntul Gheorghe  | 7  | 10 | 1 | 4 | 5 | 4  | 13 | -9  |
|  | 6.   | Bălți             | 5  | 10 | 0 | 5 | 5 | 5  | 13 | -8  |

Legenda:
      Campione di Moldavia e ammessa alla UEFA Champions League 2023-2024.
      Ammesse alla UEFA Europa Conference League 2023-2024.
Note:
Tre punti a vittoria, uno a pareggio, zero a sconfitta.

### Risultati
|                   | Băl       | Mil  | Pet  | Sfî  | She  | Zim  |
| ----------------- | --------- | ---- | ---- | ---- | ---- | ---- |
| Bălți             | ––––\| \| | 2-2  | 0-3  | 0-2  | 1-1  | 1-1  |
| Milsami           | 1-0       | –––– | 0-2  | 3-0  | 0-4  | 0-3  |
| Petrocub Hîncești | 0-0       | 2-1  | –––– | 3-0  | 1-1  | 3-2  |
| Sfîntul Gheorghe  | 1-1       | 1-1  | 0-0  | –––– | 0-2  | 0-2  |
| Sheriff Tiraspol  | 1-0       | 2-1  | 1-0  | 1-0  | –––– | 0-0  |
| Zimbru Chișinău   | 1-0       | 0-1  | 1-2  | 0-0  | 0-2  | –––– |

## Statistiche

### Capoliste solitarie

#### Prima fase
|     | ——               | ——               | ——               | ——               | ——               | ——               | ——               | ——               | ——               | ——               | ——               | ——               | ——               | —— |  |
| Sfî | Sheriff Tiraspol | Sheriff Tiraspol | Sheriff Tiraspol | Sheriff Tiraspol | Sheriff Tiraspol | Sheriff Tiraspol | Sheriff Tiraspol | Sheriff Tiraspol | Sheriff Tiraspol | Sheriff Tiraspol | Sheriff Tiraspol | Sheriff Tiraspol | Sheriff Tiraspol |    |  |
|     |                  |                  |                  |                  |                  |                  |                  |                  |                  |                  |                  |                  |                  |    |  |
|     |                  |                  |                  |                  |                  |                  |                  |                  |                  |                  |                  |                  |                  |    |  |
| 1ª  | 2ª               | 3ª               | 4ª               | 5ª               | 6ª               | 7ª               | 8ª               | 9ª               | 10ª              | 11ª              | 12ª              | 13ª              | 14ª              |    |  |

#### Seconda fase
|    | ——               | —— | —— | —— | —— | —— | —— | —— | ——  | —— |  |
|    | Sheriff Tiraspol |    |    |    |    |    |    |    |     |    |  |
|    |                  |    |    |    |    |    |    |    |     |    |  |
|    |                  |    |    |    |    |    |    |    |     |    |  |
| 1ª | 2ª               | 3ª | 4ª | 5ª | 6ª | 7ª | 8ª | 9ª | 10ª |    |  |

### Classifica marcatori
| Gol |  |  | Giocatore        | Squadra           |
| --- |  |  | ---------------- | ----------------- |
| 8   |  |  | Rasheed Akanbi   | Sheriff Tiraspol  |
| 8   |  |  | Alexandru Dedov  | Zimbru Chișinău   |
| 7   |  |  | Marius Iosipoi   | Petrocub Hîncești |
| 6   |  |  | Radu Gînsari     | Milsami Orhei     |
| 5   |  |  | Vladimir Ambros  | Petrocub Hîncești |
| 5   |  |  | Victor Bogaciuc  | Petrocub Hîncești |
| 5   |  |  | Jibril Ibrahim   | Sfîntul Gheorghe  |
| 4   |  |  | Emmanuel Alaribe | Zimbru Chișinău   |
| 4   |  |  | Steve Ambri      | Sheriff Tiraspol  |
| 4   |  |  | Mouhamed Diop    | Sheriff Tiraspol  |
| 4   |  |  | Eugen Sidorenco  | Zimbru Chișinău   |